# Eimskipafélag Íslands
Eimskip (исл. Eimskipafélag Íslands, рус. Исландское пароходное общество) — международная транспортно-логистическая компания, основанная в Исландии в 1914 году. Eimskip является старейшей и крупнейшей транспортной компанией Исландии.

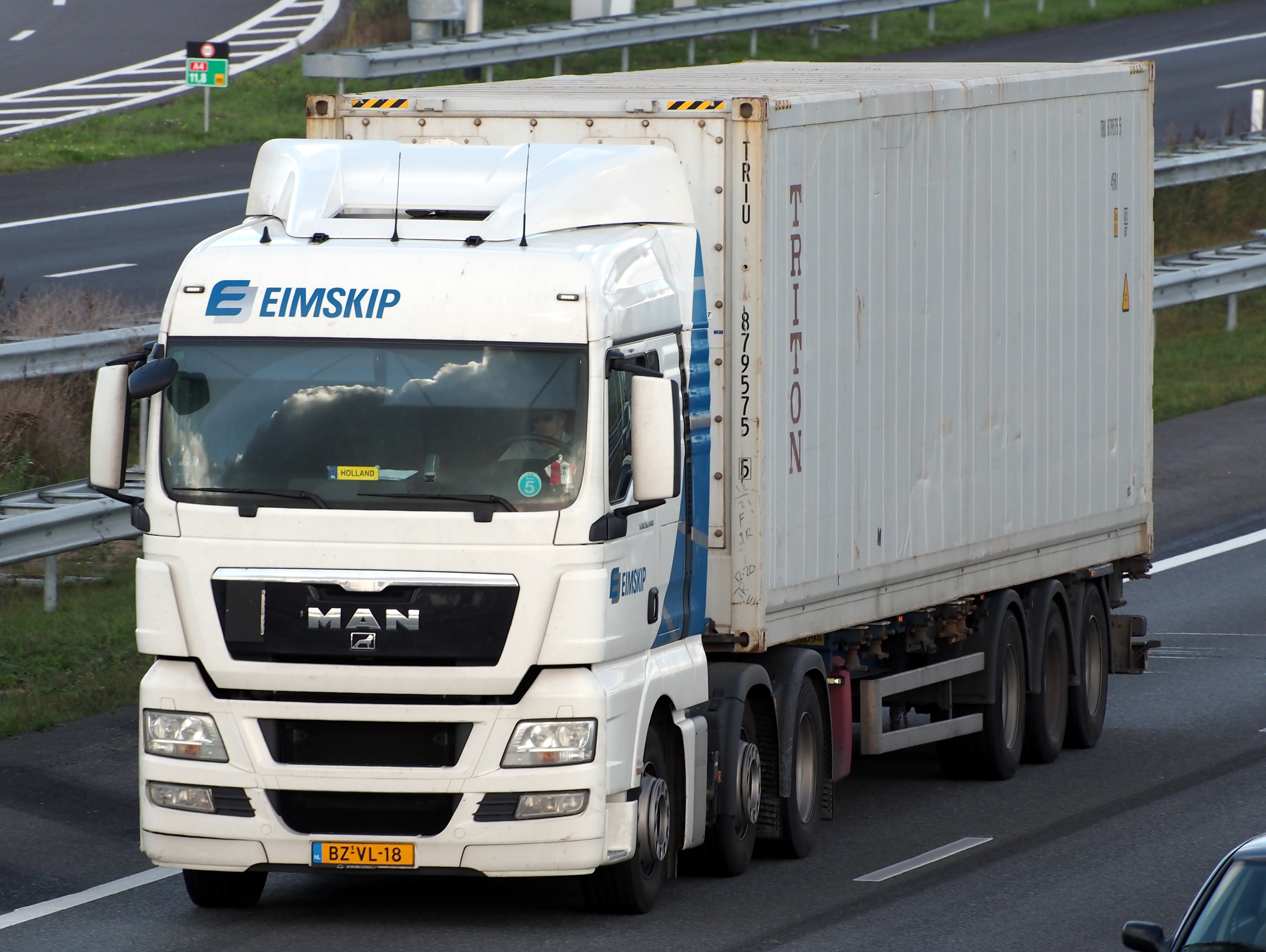
Грузовой автомобиль Eimskip в Нидерландах

## Деятельность
Осуществляет грузовые перевозки автомобильным и морским транспортом (в том числе рефрижераторным), а также складское хранение.
Офисы Eimskip открыты в 19 странах мира.